# Núr ad-Dín al-Bitrúdzsi
Núr ad-Dín al-Bitrúdzsi vagy latin nevén Alpetragius arab csillagász és asztrológus volt, aki a 12. században élt az Ibériai-félszigeten. Latin neve a Cordobától északra fekvő Pedroche helységtől származik.
A Ptolemaiosz-féle világrendszert az Eudoxosz-féle szférák rendszerére emlékeztető szerkezettel akarta pótolni. Felfogása szerint az egyetlen intelligencia vagy erő az összes homocentrikus szférák keletről nyugatra történő mozgásainak okozója.
Az Arisztotelész természetfilozófiáján alapuló szisztéma középpontjaként a Földet tette meg, és Ptolemaiosszal szemben azt hirdette, hogy csakis a külső szféra bír
mozgató erővel, és a belső szférák ahhoz próbálnak igazodni, ez azonban – távolságuk miatt – csak bizonyos késéssel mehet végbe. Minden egyes szféra egyszeri keringését, melyet tulajdonképp 24 óra alatt kellene végezni, annyival később végzi, minél közelebb esik a közös centrumhoz.
Rendszere Európában a 13. században terjedt el  és a reneszánszig hatott Európa csillagászaira.

## Fordítás
- Ez a szócikk részben vagy egészben  a   Nur ad-Din al-Bitruji című angol Wikipédia-szócikk fordításán alapul.  Az eredeti cikk szerkesztőit annak laptörténete sorolja fel. Ez a jelzés csupán a megfogalmazás eredetét és a szerzői jogokat jelzi, nem szolgál a cikkben szereplő információk forrásmegjelöléseként.